# Pièce commémorative de 1 dollar américain pour le bicentenaire du Capitole des États-Unis
La pièce commémorative de 1 dollar américain pour le bicentenaire du Capitole des États-Unis est une monnaie non circulante émise par la Monnaie des États-Unis en 1994 et frappée par les Monnaies de San Francisco et de Denver.
Cette pièce d'un dollar est autorisée par la loi publique 103-186 du 14 décembre 1993, qui prévoit l'émission d'une pièce commémorative en l'honneur du Capitole des États-Unis, afin de rendre hommage à sa magnificence architecturale.

## Contexte
Lorsque le Congrès décide de déplacer le siège du gouvernement fédéral de Philadelphie vers le tout nouveau District de Columbia dans les années 1790, l'une des structures à ériger est un bâtiment du Capitole où le Sénat et la Chambre des représentants se réuniraient. La construction de style néoclassique commence en 1793 et s'achève en 1812. Il est constitué d'un dôme et de deux ailes. L’aile nord est le siège du Sénat et l’aile sud est celle de la Chambre des représentants.

## Dessin

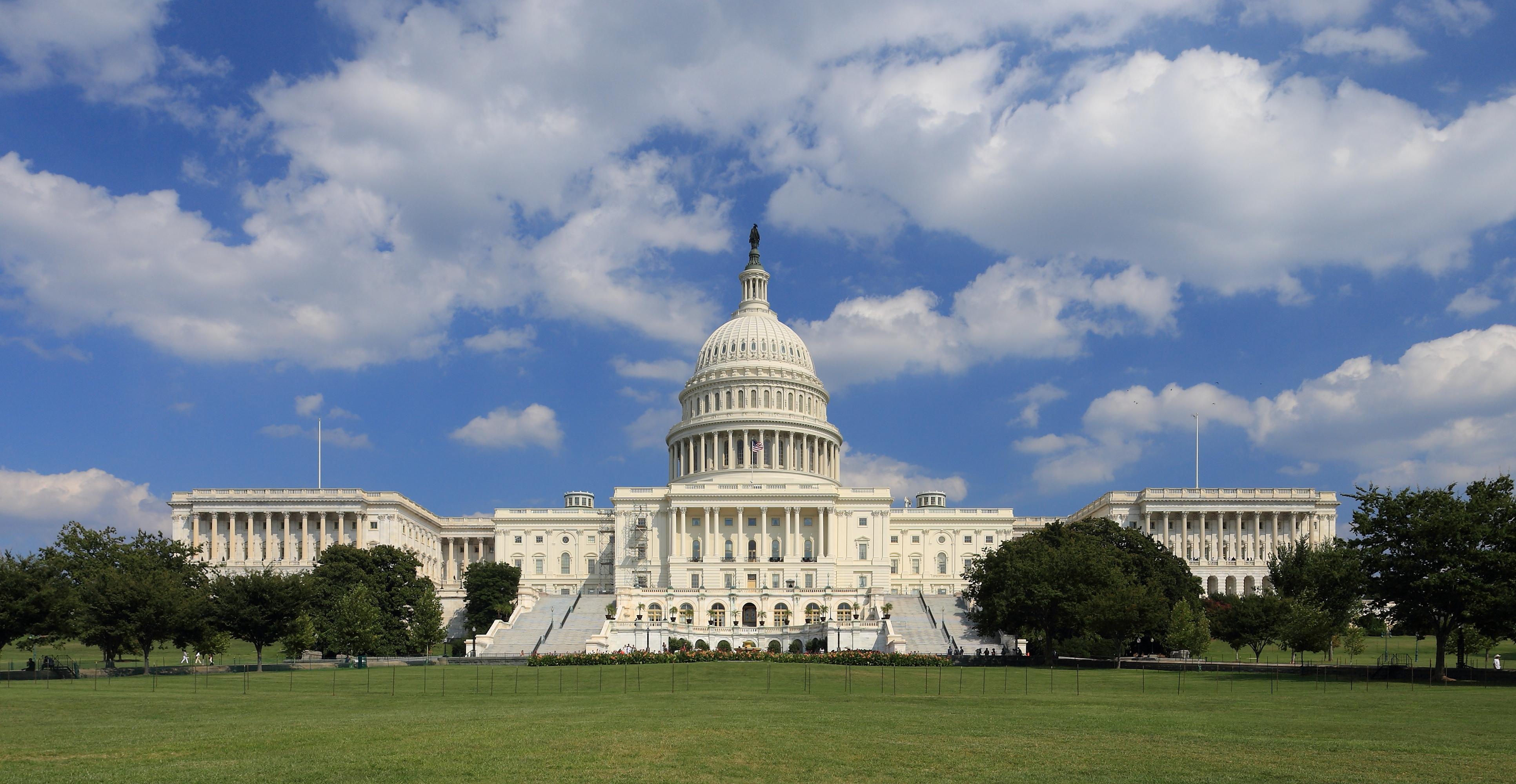
Le côté ouest du Capitole des États-Unis.

Sur l'avers de la pièce, conçu par William C. Cousins, on trouve une vue de la coupole du Capitole des États-Unis, avec un drapeau du pays à sa gauche et la statue de la Liberté au sommet, entourée d'un cercle de 13 étoiles. La légende commémorative du bicentenaire est BICENTENNIAL OF UNITED STATES CAPITOL (Bicentenaire du Capitole des États-Unis) et est accompagnée des devises traditionnelles des pièces américaines, IN GOD WE TRUST et LIBERTY, ainsi que de la date d'émission,.
Quant au revers, conçu par le graveur de la Monnaie américaine John M. Mercanti, il est caractérisé par un blason des États-Unis entouré d'une couronne de lauriers, surmonté par un aigle tenant trois flèches et une branche d'olivier dans ses serres, et flanqué de deux drapeaux américains de chaque côté, sur des branches d'olivier séparées. Ce dessin est inspiré de l'image centrale d'un vitrail de la salle S-222 du Capitole. Le motif du revers est entouré de légendes faisant référence au nom du pays et à la valeur faciale de la pièce,.

## Production et vente
La loi qui autorise l'émission de ces pièces commémoratives prévoit une frappe maximale de 500 000 exemplaires. La pièce est produite à la Monnaie de Denver dans sa version brillant universel, tandis que la Monnaie de San Francisco se charge de la frappe des pièces avec une finition belle épreuve. L'émission est disponible à l'achat à partir du 9 septembre 1994,.
Sa production s'élève à 68 332 pièces dans sa condition brillant universel et 279 579 en version belle épreuve, ce qui totalise 347 911 exemplaires,.
La pièce est commercialisée aux prix de 37 dollars en condition brillant universel et 40 dollars en version belle épreuve. Conformément à la loi qui autorise la pièce, le bénéfice tiré de sa vente est alloué au Fonds de Conservation du Capitole, mis à la disposition de la Commission de Conservation du Capitole des États-Unis,.

### Référence
(gl) Cet article est partiellement ou en totalité issu de la page de Wikipédia en galicien intitulée « Dólar de prata do bicentenario do Capitolio dos Estados Unidos » (voir la liste des auteurs).
1. ↑  (en) « How Philadelphia lost the nation’s capital to Washington | Constitution Center », sur National Constitution Center – constitutioncenter.org (consulté le 6 décembre 2023)
2. ↑  (en) David Ovason, The Secret Architecture Of Our Nation's Capital: The Masons and the Building of Washington, D.C., Harper Collins, 14 février 2012 (ISBN 978-0-06-219400-8, lire en ligne)
3. ↑  (en) William Charles Allen, In the Greatest Solemn Dignity: The Capitol's Four Cornerstones, U.S. Government Printing Office, octobre 1995 (ISBN 978-0-16-063261-7, lire en ligne)
4. ↑  (en) Ihna Thayer Frary, They built the Capitol, Freeport, N.Y., Books for Libraries Press, 1969 (ISBN 978-0-8369-5089-2, lire en ligne)
5. 1 2  (en-US) « 1994 Capitol Bicentennial Silver Dollar Commemorative Coin », 1er août 2009 (consulté le 6 décembre 2023)
6. 1 2 3 4 5  (en) « 1 Dollar, United States », sur en.numista.com (consulté le 6 décembre 2023)
7. ↑  (en) « Public Law 103-186 - DEC. 14, 1993. TITLE IV », sur govinfo.gov, 14 décembre 1993
8. 1 2  (en-US) « Commemorative | U.S. Capitol Bicentennial | U.S. Mint », sur United States Mint (consulté le 6 décembre 2023)
9. ↑  (en-US) Phaedon Hain-Kararakis, « Historical Coin Sales Figures: 1994 U.S. Capitol | U.S. Mint », sur United States Mint, 20 juin 2016 (consulté le 6 décembre 2023)